# Park Miejski w Prudniku
Park Miejski w Prudniku – zabytkowy park o powierzchni 11,5 ha, położony niedaleko centralnej części Prudnika. Granicę parku wyznaczają: ul. Parkowa (północ), ul. Jarosława Dąbrowskiego (zachód), ul. Stanisława Staszica (południe) i ul. Adama Mickiewicza (wschód). Jest to najstarszy i największy park w Prudniku. Występują w nim rzadkie okazy drzew i krzewów egzotycznych.

## Historia
20 września 1879 w Prudniku powstało Towarzystwo Upiększania Miasta (niem. Verschönerungsverein). Jego przewodniczącym został architekt ogrodowy Albrecht, a wśród jego członków znaleźli się m.in. nauczyciel gimnazjalny doktor Exner, radca sanitarny dr Fränkel, właściciel zakładów włókienniczych (późniejsze ZPB „Frotex”) Abraham Fränkel, dyrektor poczty Konrad, proboszcz prudnickiej parafii ks. Nippel, przedstawiciel Zarządu Miasta Rudolph oraz przewodniczący Rady Miejskiej Schwarzer. Statutowym celem Towarzystwa było „upiększenie publicznych promenad i placów miasta Prudnik, jak i dbałość o piękno tak w mieście, jak i poza nim”.

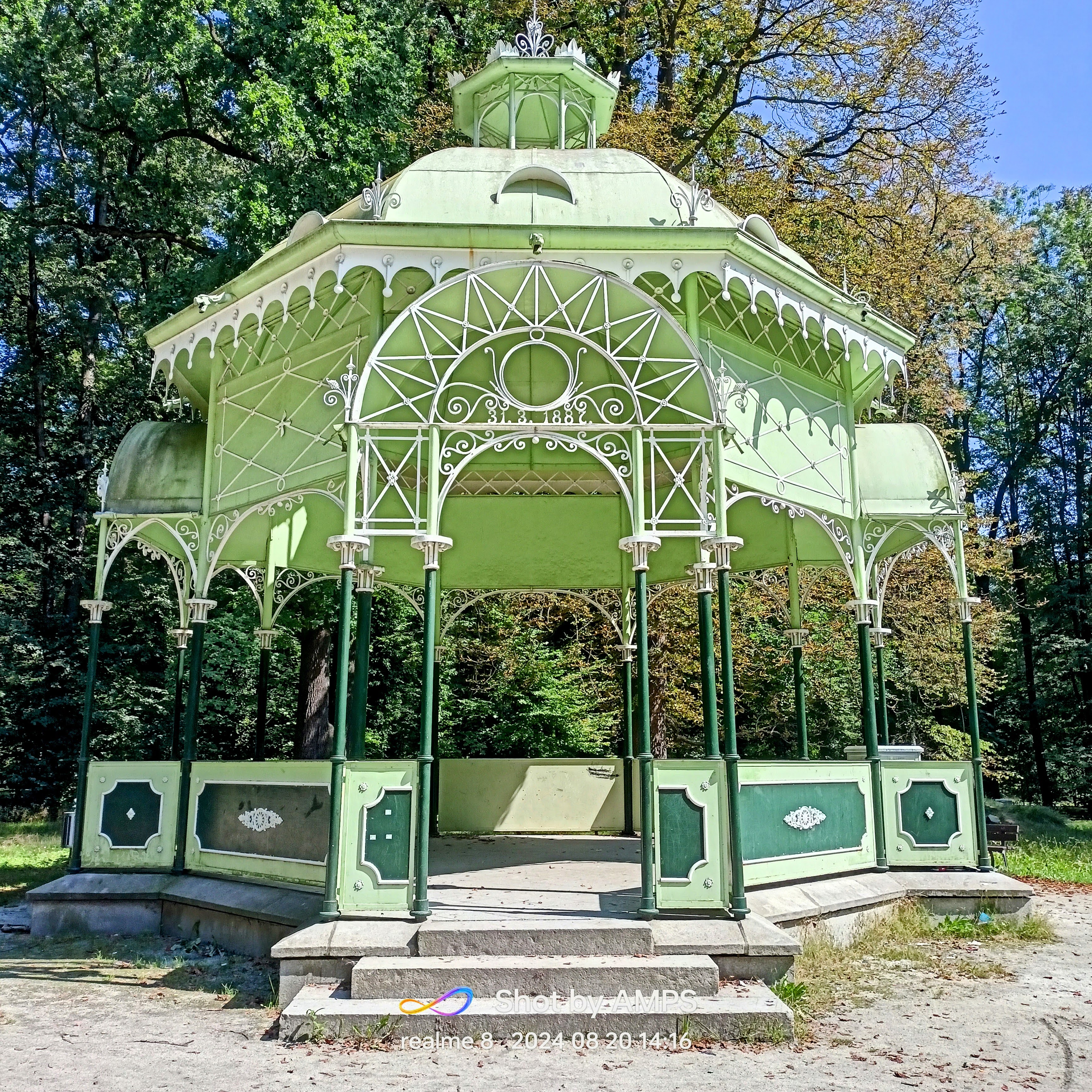
Altana muzyczna (pawilon koncertowy)

Park miejski wytyczono na terenie wzdłuż ulicy Parkowej, później został powiększony do ul. Staszica, która stanowiła promenadę spacerową. Towarzystwo w 1880 wydzierżawiło grunt na południe od starego cmentarza (teren obecnie zajmowany przez I Liceum Ogólnokształcące im. Adama Mickiewicza) o powierzchni 10 mórg, a cztery lata później grunt o prawie takiej samej powierzchni. Na podstawie projektu opracowanego przez inspektora ogrodowego Foxa zleciło wykonanie założeń spacerowych. W roku 1885 Towarzystwo przeznaczyło na park 2970, a w 1887 – 2539 marek w złocie. Park zaprojektowano wzorując się na rozwiązaniach angielskich. Jego centralnym punktem stał się pawilon muzyczny (altana) wzniesiony 31 marca 1887.
Rozwój parku następował stopniowo. Na planie Prudnika z 1890 Park Miejski, opisany jako „Anlagen”, zajmował połowę swojej dzisiejszej powierzchni. Nazwa „Anlagen” była w powszechnym użyciu. W oficjalnych wystąpieniach park nazywano również „promenadą”. Po ukończeniu park został przekazany pod zarząd miejski, a Towarzystwo Upiększania Miasto rozwiązało się uznawszy, że cel jego działalności został osiągnięty. Odtąd park administracyjnie podlegał pod Państwowy Urząd Leśny.

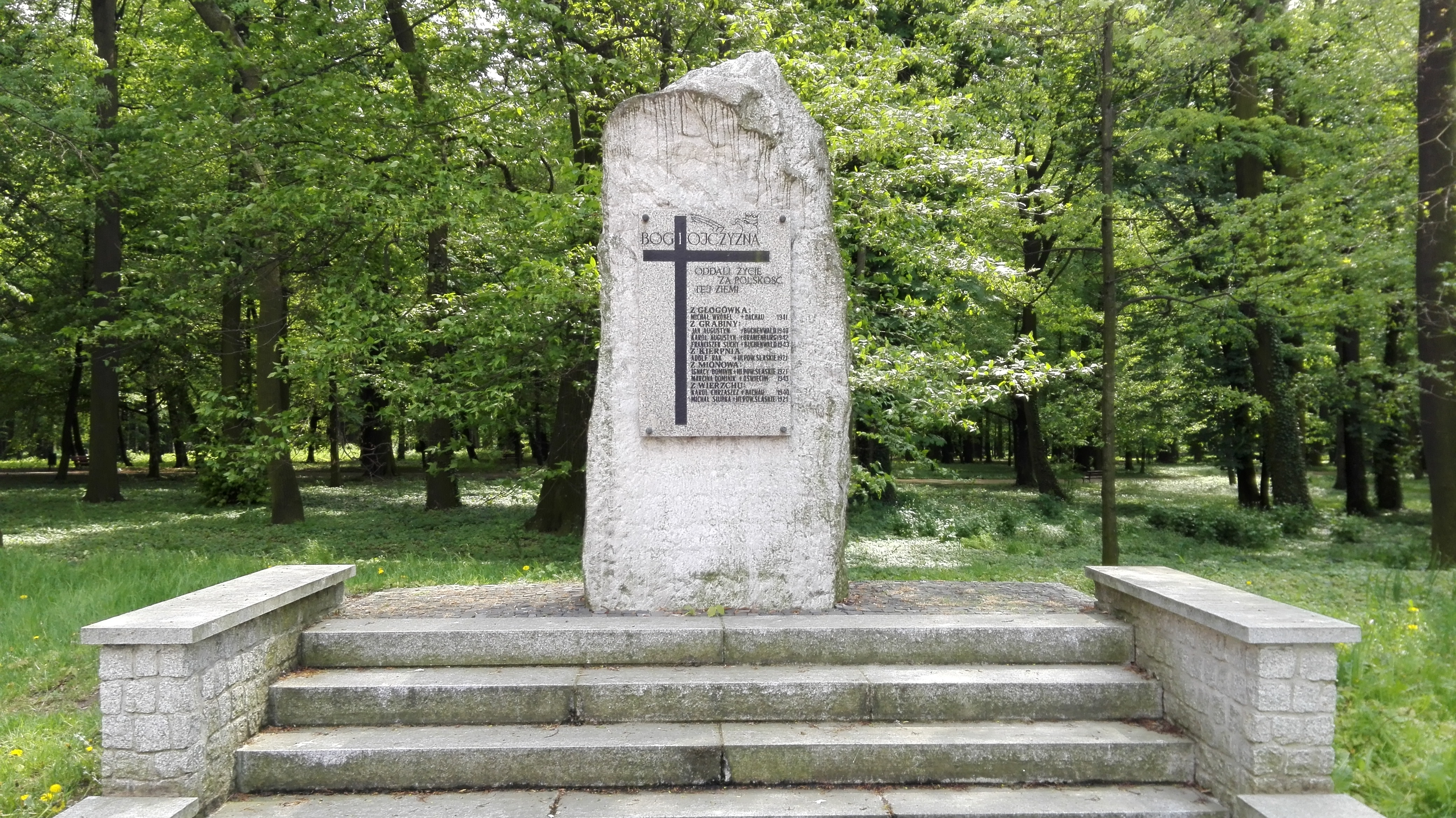
Pomnik Poległych Patriotów

21 października 1888 w parku miejskim stanął pomnik upamiętniający wojnę francusko-pruską. Po modyfikacjach ok. 1960 (zdjęto pruskiego orła, skrócono i przebudowano obeliks, a na nim umieszcono orła Piastów) pomnik upamiętnia 700-lecie istnienia Prudnika i 1000-lecie Państwa Polskiego. W 1923 w północno-zachodnim narożniku parku wystawiony został pomnik upamiętniających żołnierzy stacjonującego w Prudniku 57 Pułku Artylerii Polowej poległych w I wojnie światowej. Po II wojnie światowej pomnik został zniszczony. W 1961 kamień, na którym się znajdował, został ustawiony na dawnym miejscu i zaopatrzony w tablicę z nazwiskami zabitych członków Związku Polaków w Niemczech mieszkających w okolicy Prudnika, którzy polegli w III powstaniu śląskich lub zostali zamordowani w niemieckich obozach koncentracyjnych. Nosi nazwę „Pomnik Poległych Patriotów”.

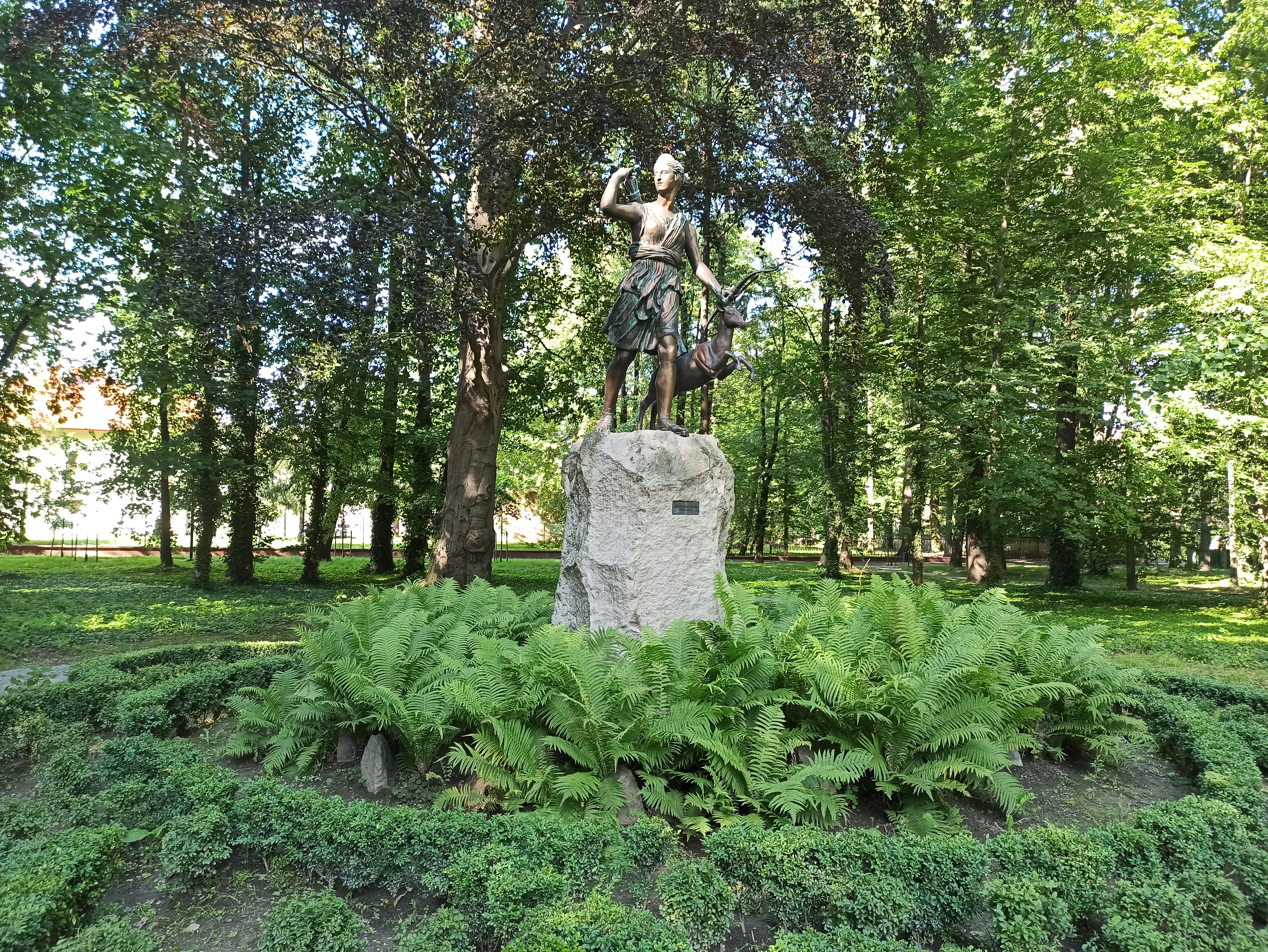
Pomnik Diany

W południowej części parku znajdowała się pijalnia mleka (tzw. „Domek Mleczny”) – drewniany pawilon, w którym sprzedawano mleko i wyroby mleczne. Po II wojnie światowej służył jako sklep warzywny, natomiast w latach 50. został zlikwidowany. W czasach niemieckich i na krótko po wojnie na potrzeby parku pracowało ogrodnictwo. Na przełomie lat 50. i 60. XX wieku przestało funkcjonować. Park miał swojego dozorcę, który był odpowiedzialny za czystość i porządek. W dwudziestoleciu międzywojennym na terenie parku wybudowano korty tenisowe założone przez Prudnicki Klub Tenisowo-Narciarski (niem. Tennis- und Skiklub), z których w latach 60. i 70. korzystał klub łuczniczy Obuwnik Prudnik, i budynek klubowy. Od 1927 park posiada elektryczne oświetlenie.
Rodzina Fränkel ufundowała zbudowany w 1911 posąg bogini Diany, wzorowany na rzeźbie z Luwru. Po II wojnie światowej zaginął w nieznanych okolicznościach. Bank Spółdzielczy w Prudniku w 2011 ufundował wierną kopię pomnika Diany, wykonaną przez Agnieszkę i Marka Maślańców.

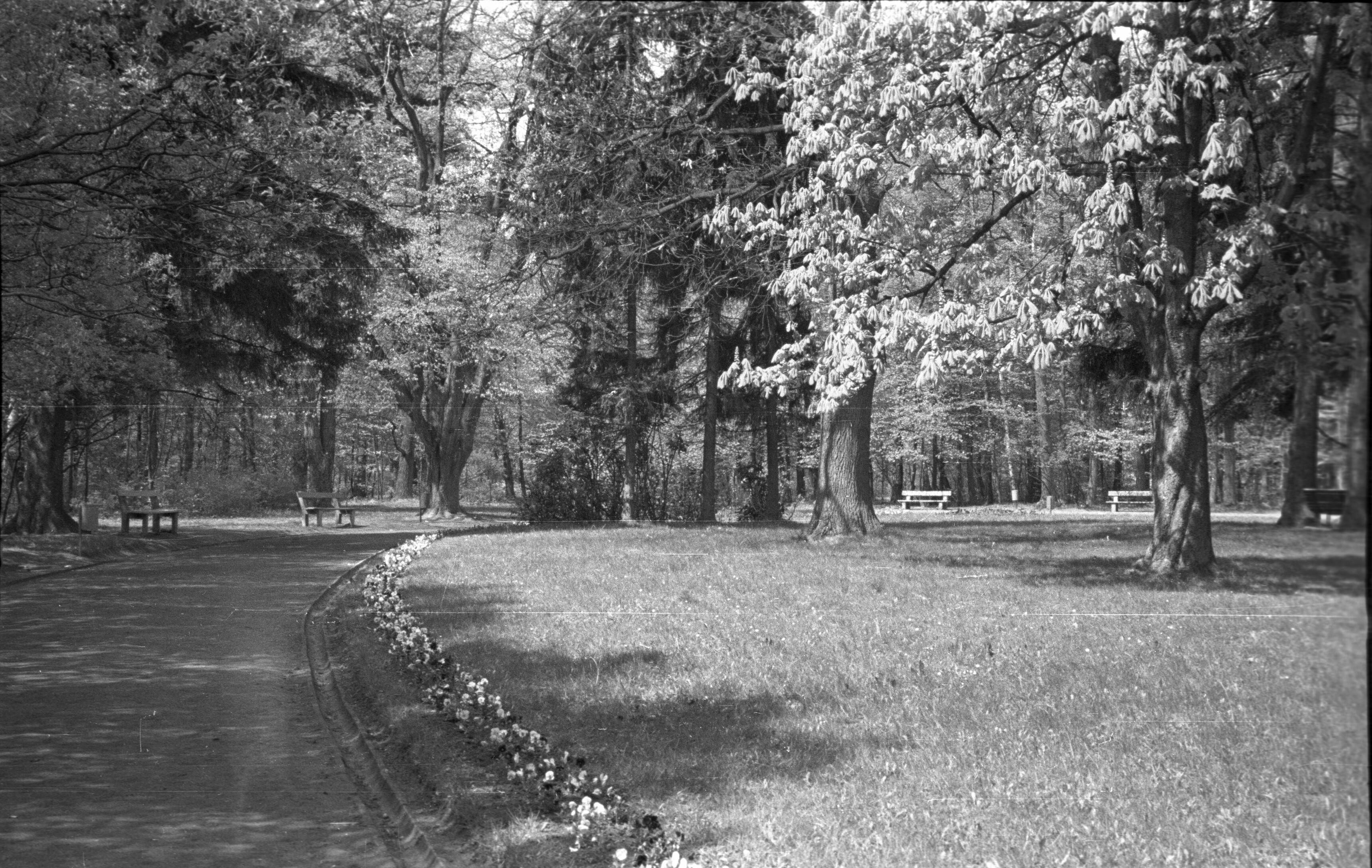
Park Miejski (1962)

Podczas bitwy o Prudnik w marcu 1945 w Parku Miejskim Armia Czerwona stworzyła cmentarz dywizyjny 13 Dywizji Strzeleckiej w tzw. „Ogródku Jordanowskim”. Po zakończeniu wojny został przeniesiony na cmentarz w Kędzierzynie-Koźlu. Pochowany został tu m.in. łemkowski kleryk Włodzimierz Jesyp, a przy zakładaniu cmentarza pracował Antoni Błaszczyński – pierwszy polski burmistrz Prudnika. W latach 50. XX wieku park nosił nazwę Park Miejski im. Józefa Stalina. W 1973 ścieżki parkowe zostały wybetonowane. 3 maja 1981 w Parku Miejskim zorganizowano uroczystą mszę polową z okazji rocznicy uchwalenia Konstytucji 3 maja.

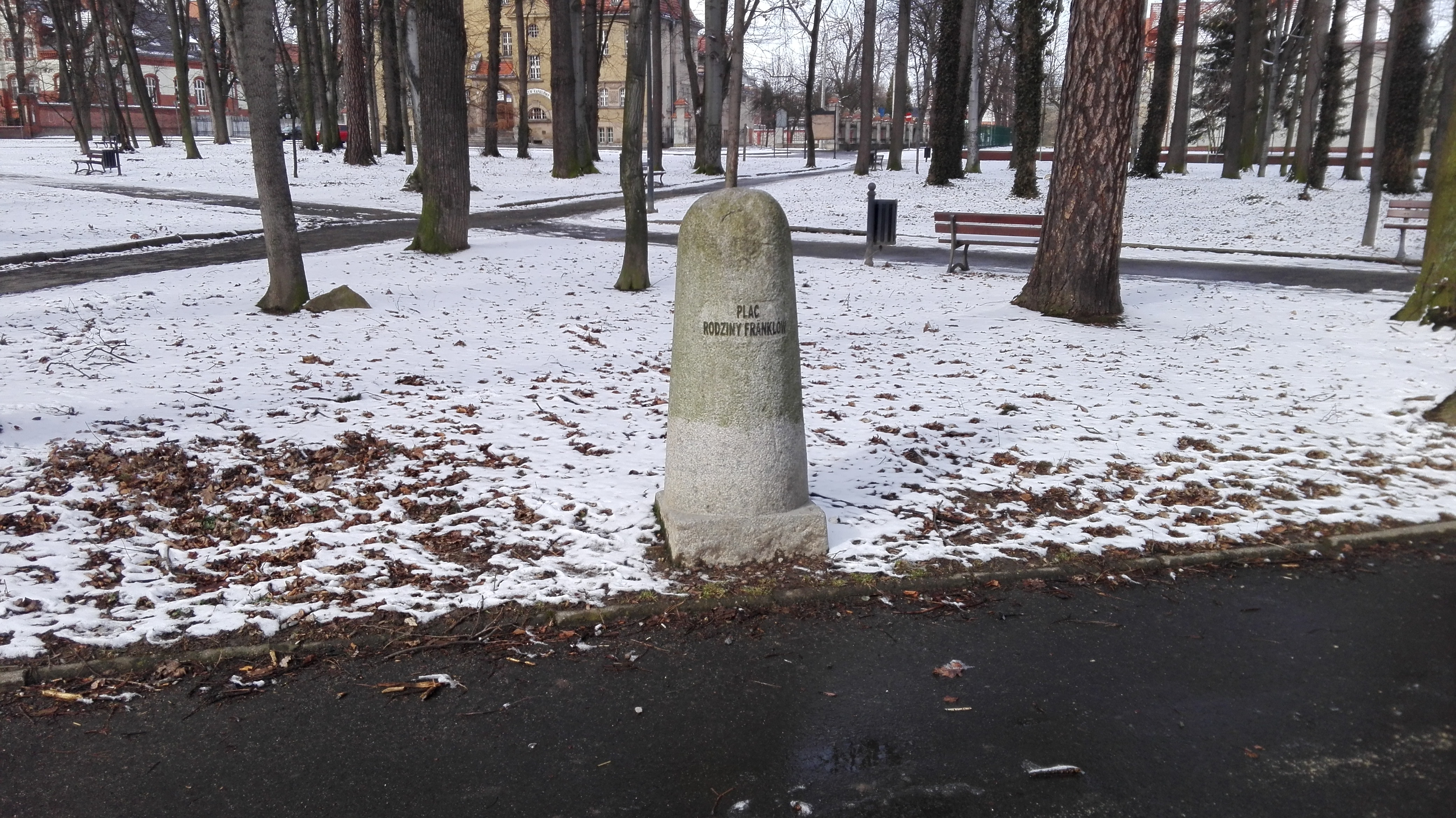
Plac Rodziny Fränklów

W latach 2008–2010 przeprowadzono rewitalizację parku. W 2011 decyzją Rady Miejskiej w Prudniku teren przy altanie koncertowej w Parku Miejskim otrzymał nazwę Plac Rodziny Fränklów. Na miejscu ustawiono kamienny obelisk z nazwą placu. 7 lipca 2022 w parku odsłonięto ułożone na chodniku płyty z cytatami utworów poetyckich, które utworzyły „Prudnicką Aleję Słowa”. Na płytach znalazły się cytaty autorstwa Danieli Długosz-Pency, Zofii Kulig, Wojciecha Ossolińskiego i Františka Všetički.

## Przyroda

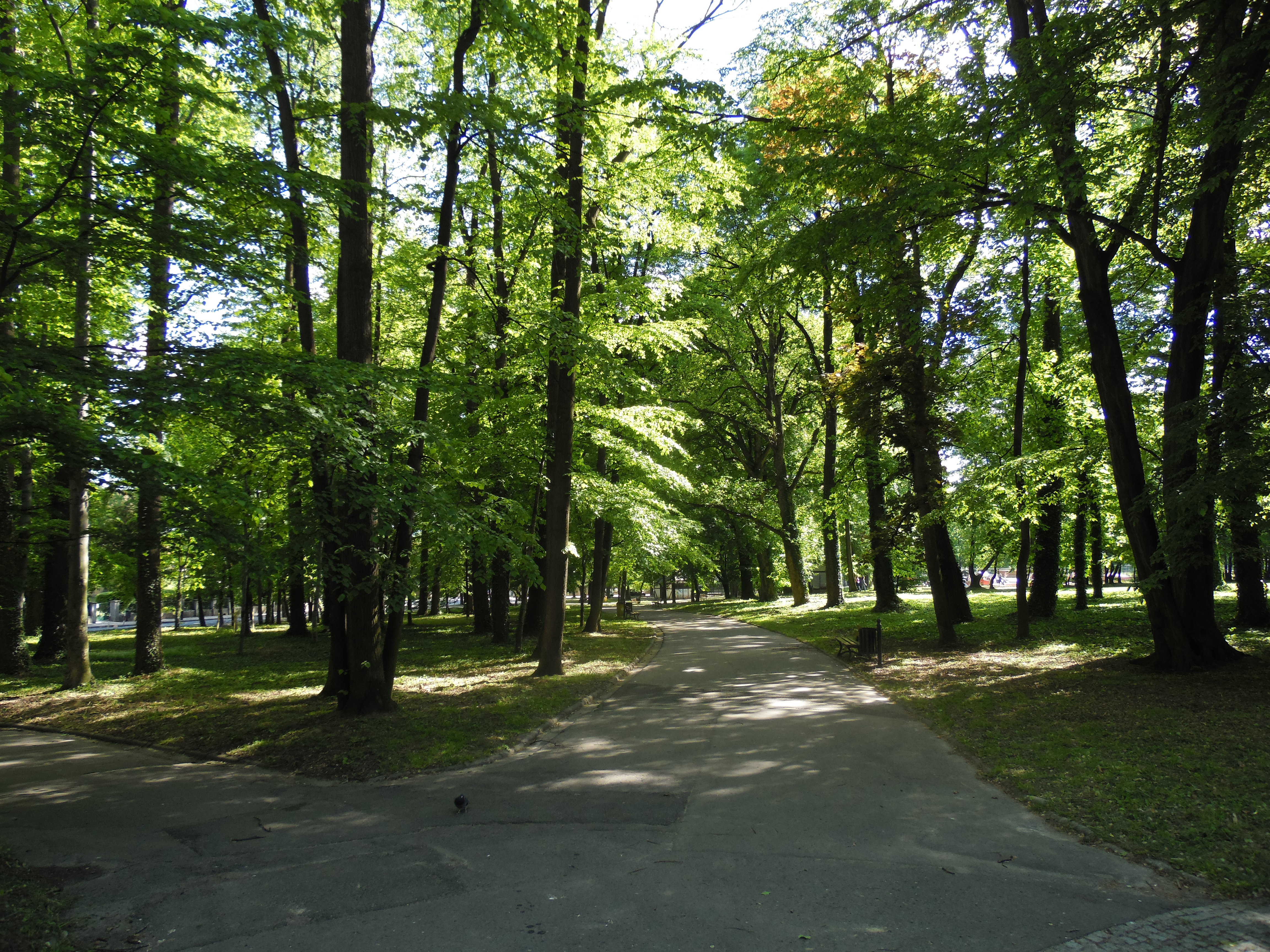
Fragment Parku Miejskiego

W Parku Miejskim w Prudniku zachowały się liczne okazy ponad stuletnich drzew. Występują tu m.in.: buk zwyczajny (Fagus sylvatica L.) i jego odmiana czerwona, daglezja zielona (Pseudotsuga menziesii (Mirb.) Franco), dąb szypułkowy (Quercus robur L.), jesion wyniosły (Fraxinus excelsior L.), klon jawor (Acer pseudoplatanus L.), lipa drobnolistna (Tilia cordata Mill.), platan klonolistny (Platanus acerifolia), sosna czarna (Pinus nigra Arn.), sosna wejmutka (Pinus strobus L.), tulipanowiec amerykański (Liriodendron tulipifera L.), wiąz górski (Ulmus glabra Huds.).
Są tu również rośliny podlegające ścisłej ochronie prawnej, np. rosnący w strefie runa zawilec gajowy (Anemone nemorosa L.), fiołek leśny (Viola reichenbachiana), złoć żółta (Gagea lutea), pióropusznik strusi (Matteuccia struthiopteris (L.) Todaro), kokoryczka wonna (Polygonatum odoratum (Mill) Druce), bluszcz pospolity (Hedera helix L.), cis pospolity (Taxus baccata L.), gajowiec żółty (Galeobdolon luteum Huds.), dąbrówka rozłogowa (Ajuga reptans L.).

## Infrastruktura

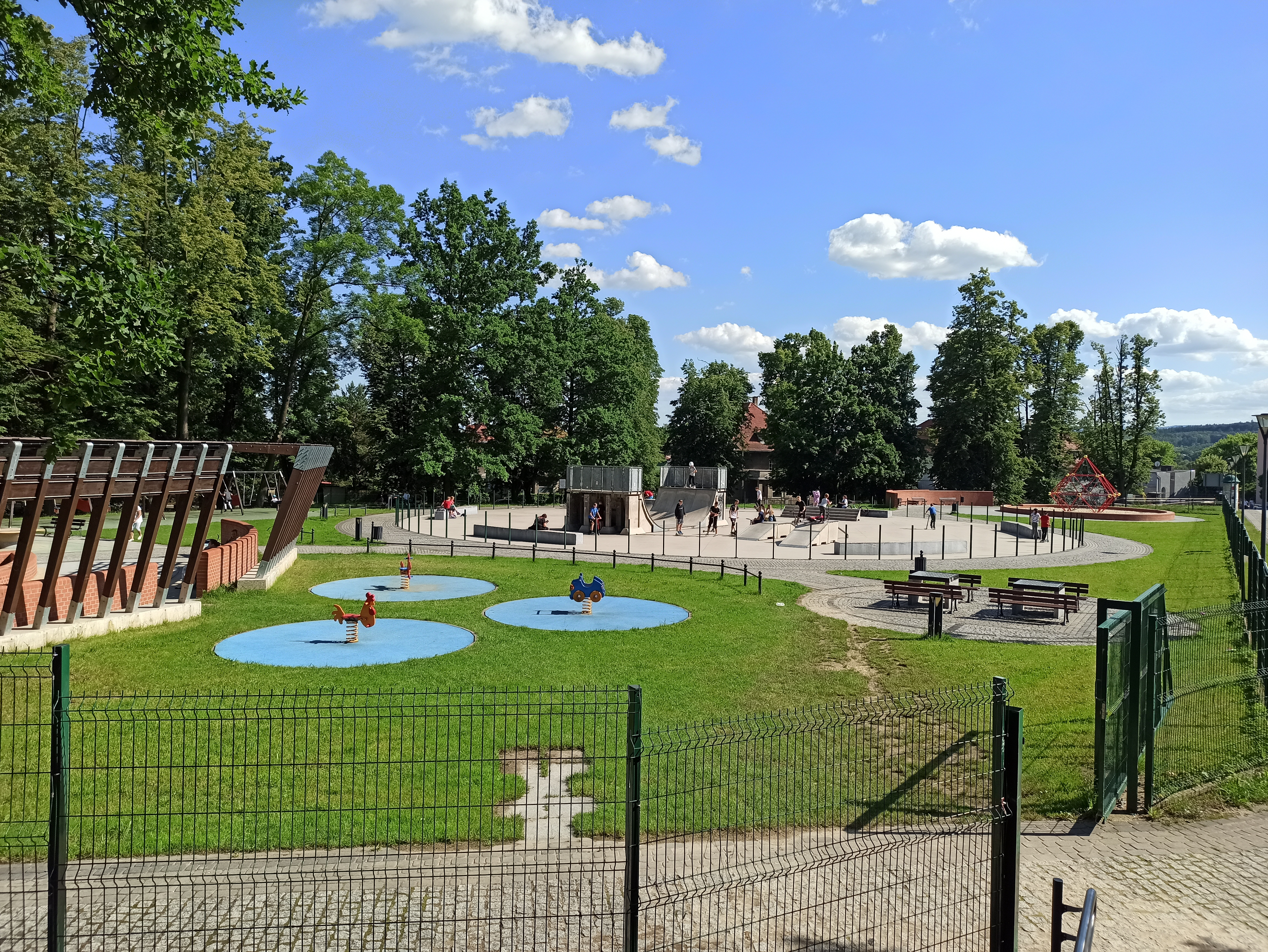
Plac zabaw i skatepark

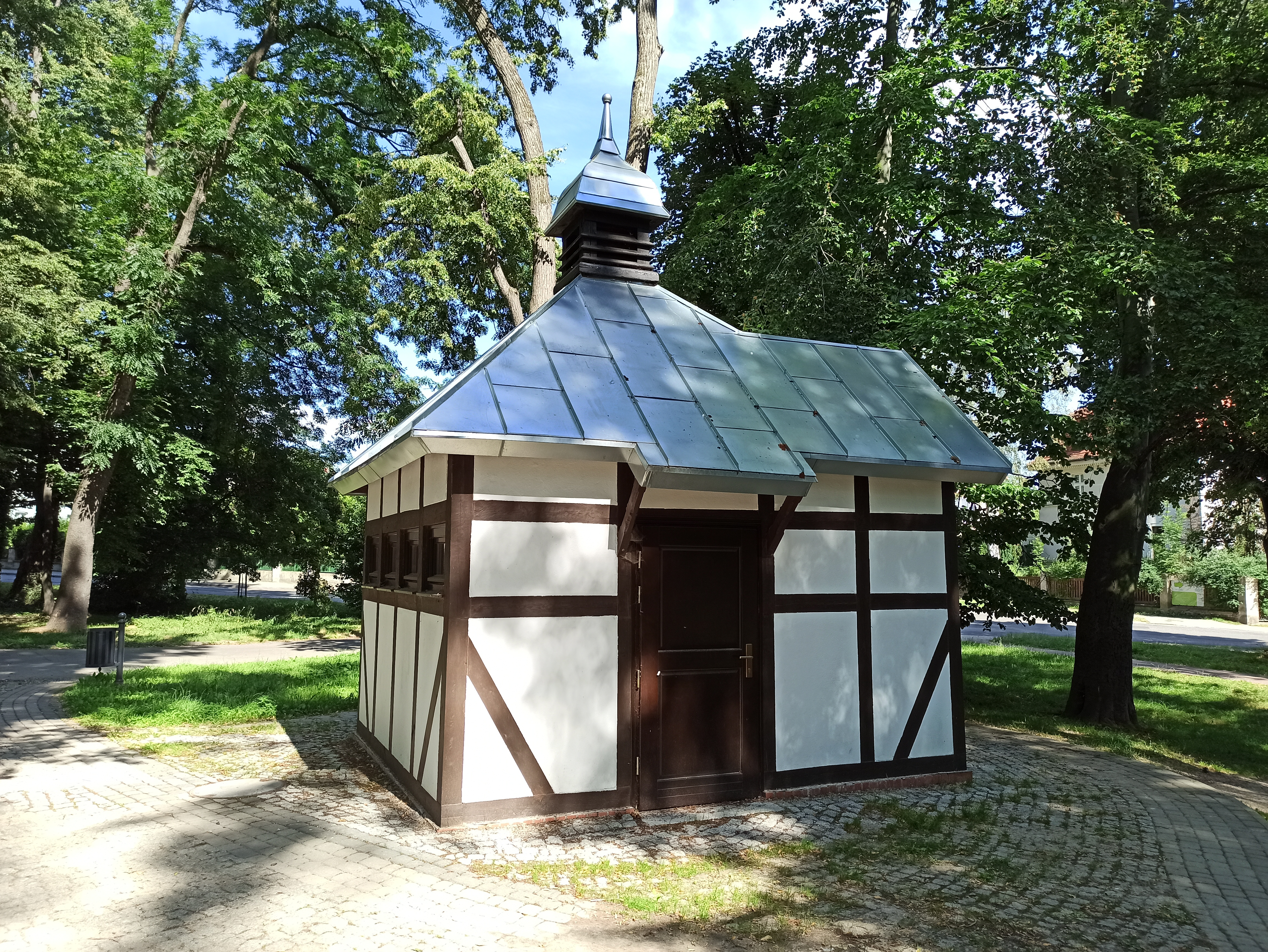
Dawny szalet parkowy

Park Miejski w Prudniku zlokalizowany jest u zbiegu ulic: Dąbrowskiego, Wojska Polskiego, Staszica, Mickiewicza, Parkowa. W parku znajduje się plac zabaw, skatepark, boiska zbudowane w ramach ogólnopolskiego programu rządowego Orlik 2012 i korty tenisowe z drewnianym domkiem szwajcarskim powstałe w okresie międzywojennym. Park posiada również szalety. Od 2007 promenada przylegająca do parku wzdłuż ul. Jarosława Dąbrowskiego nosi nazwę „Alejka Rajdu Maluchów”. Od strony ul. Dąbrowskiego znajduje się polana piknikowa.
Do ważnych obiektów parku należą:
- ażurowa altana z 1887 – pawilon muzyczny,
- pomnik 1000-lecia Państwa Polskiego i 700-lecia Prudnika wraz z fontanną
- Pomnik Poległych Patriotów
- posąg bogini Diany zrekonstruowany według oryginału z 1911
- źródełko
- dawny szalet parkowy w szachulcowym, niewielkim budynku z XIX wieku
- „Dąb pokoju” upamiętniający wojnę prusko-austriacką

Prudnicki Park Miejski jest punktem początkowym i końcowym  „Szlaku Historycznego Lasów Królewskiego Miasta Prudnik”.